# A Herança (1971)
A Herança é um filme brasileiro de 1971, do gênero drama histórico, roteirizado, produzido e dirigido por Ozualdo Candeias. O filme é baseado na tragédia Hamlet, de William Shakespeare.

## Sinopse
O filme conta a história sobre a volta a casa de um herdeiro cujo pai morreu e, portanto, está insatisfeito com o casamento de sua mãe com o irmão de seu pai morto.

## Elenco
- David Cardoso como Omeleto[3]
- Bárbara Fazio como Gertrudes, mãe de Omeleto[3]
- Rosalvo Caçador como Tio Claudio[3]
- Américo Taricano como Polônio[3]
- Deoclides Gouveia como Laerte[3]
- Zuleica Maria como Ofélia[3]
- Agnaldo Rayol como Fortinbras[3]
- Túlio de Lemos como pai de Omeleto[3]
- Luiz Carlos Braga[3]
- José Lopes[3]
- Evelize Oliver[3]
- Clemente Viscaíno[3]